# 6351 Neumann
6351 Neumann (4277 T-1) là một tiểu hành tinh nằm phía ngoài của vành đai chính được phát hiện ngày 26 tháng 3 năm 1971 bởi Cornelis Johannes van Houten, Ingrid van Houten-Groeneveld và Tom Gehrels ở Đài thiên văn Palomar.